# Dispnea

Sistema respiratori complet

La dispnea (del grec: dys- [dificultat] + pneu-/pno- [respiració]) és la sensació subjectiva de falta d'aire.
Segonsi la American Thoracic Society: "la dispnea és una experiència subjectiva de malestar ocasionat per la respiració que engloba sensacions qualitatives distintes que varien en intensitat. Aquesta experiència s'origina a partir d'interaccions entre factors fisiològics, psicològics, socials i ambientals múltiples, que poden al seu torn induir resposta fisiològiques comportaments secundaris".

## Diagnòstic diferencial

### Trastorns pulmonars
- Obstrucció de vies aèries
  - Asma
  - Bronquitis
  - Malaltia pulmonar obstructiva crònica
  - Fibrosi quística
  - Emfisema
  - Anquilostomosi (durant el pas de la larva per pulmó, bronquis, tòrax i laringe)
- Malalties del parènquima pulmonar i la pleura
  - Contagioses
    - Àntrax per inhalació de Bacillus anthracis
    - Pneumònia

  - No contagioses
    - Alveolitis fibrosant
    - Atelèctasi
    - Pneumonitis per hipersensibilitat
    - Malaltia pulmonar intersticial
    - Càncer de pulmó
    - Vessament pleural
    - Pneumoconiosi
    - Pneumotòrax
    - Edema pulmonar no cardiogènic o síndrome de destret respiratori
    - Sarcoïdosi
- Malalties vasculars pulmonars
  - Embòlia pulmonar
  - Hipertensió pulmonar
  - Síndrome de la vena cava superior

### Altres causes de la disminució de la respiració
- L'obstrucció de les vies respiratòries
  - Càncer de laringe o faringe
  - Rinopaties amb obstrucció nasal
  - Aspiració pulmonar
  - Edema laringi
  - Epiglotitis
  - Disfunció de les cordes vocals
- La immobilització del diafragma
  - Lesió del nervi frènic
  - Malaltia hepàtica poliquística
  - Tumor al diafragma
- La restricció del volum del pit
  - Espondilitis anquilosant
  - La fractura de costelles
  - Cifosi o escoliosi de la columna vertebral
  - Obesitat
  - Pectus excavatum sever
- Trastorns del sistema cardiovascular
  - Dissecció aòrtica
  - Cardiomiopatia
  - Cardiopatia congènita
  - Síndrome de CREST
  - Insuficiència cardíaca
  - Cardiopatia isquèmica
  - Hipertensió maligna
  - Trastorns del pericardi incloent:
    - Taponament cardíac
    - Pericarditis constrictiva

  - Edema pulmonar
  - Embòlia pulmonar
  - Malaltia valvular cardíaca
- Trastorns de la sang i el metabolisme de
  - Anèmia
  - Hipotiroïdisme
  - Insuficiència suprarenal
  - Acidosi metabòlica
  - Sèpsia
  - Leucèmia
- Els trastorns que afecten els nervis i els músculs de la respiració
  - Esclerosi lateral amiotròfica
  - Síndrome de Guillain-Barré
  - Esclerosi múltiple
  - Miastènia gravis
  - Síndrome de Parsonage-Turner
  - Síndrome de Lambert-Eaton
  - Síndrome de fatiga crònica
- Les condicions psicològiques
  - Trastorn d'ansietat i atac de pànic
- Medicaments
  - Fentanil
- Altres:
  - Intoxicació per monòxid de carboni
  - Embaràs[2]

## Clínica

### Tipus de dispnea
- dispnea d'esforç és aquella que apareix a realitzar esforços.
- dispnea de repòs és aquella que apareix sense fer cap esforç.
- dispnea decúbit és aquella que apareix en anar a dormir i desapareix en pocs minuts, es caracteritza d'insuficiència cardíaca.
- dispnea paroxística es caracteritza per aparèixer durant la nit mentre que el pacient s'ha adormit, i es desperta sobtadament i es crea una situació de desesperació al no poder rebre la quantitat necessària per respirar correctament.

### Escala modificada del Medical Research Council
Escala també abreviada com a MRC:
| Grau | Activitat |
| ---- | --- |
| 0    | Absència de dispnea en realitzar un exercici intens |
| 1    | Dispnea en caminar de pressa pel pla o en caminar pujant un pendent poc pronunciat                                                                           |
| 2    | La dispnea produeix una incapacitat de mantenir el pas en caminar pel pla: amb altres persones de la mateixa edat o havent de parar a descansar al propi pas |
| 3    | La dispnea fa que hagi de parar a descansar en caminar pel pla uns 100(*) metres o pocs minuts després                                                       |
| 4    | La dispnea impedeix al pacient de sortir de casa o apareix condicionant activitats com vestir-se o desvestir-se                                              |

(*) En la versió anglesa es parla 100 iardes, o sigui 91 metres.

## Diagnòstic
El diagnòstic consisteix a fer un examen físic en una avaluació de pulmons, cor.
Pot precisar, per tant:
- proves de sang
- proves de la funció pulmonar
- proves d'esforç
- radiografia de tòrax
- mesurament de la saturació de l'oxigen en la sang
- elctrocardiograma, TAC o ecocardiograma 4D